# Werbeturm (Bremen)
Der Werbeturm in Bremen war ein vom Architekten Heinz Stoffregen entworfenes und 1925 gebautes zweistöckiges Gebäude mit aufgesetztem, etwa gleich hohem Reklameturm. Das Gebäude wurde an der Ecke Breitenweg/Bahnhofstraße neben dem Breitenwegbad errichtet, nach dessen Abriss stand es frei auf dem Bahnhofsplatz. Der Name „Werbeturm“ wurde während einer Tagung des Verbandes Deutscher Reklamefachleute in Bremen im September 1924 vorgeschlagen, da das Wort „Reklame“ zu dieser Zeit bereits negativ belegt war. Als in den 1930er Jahren die Firma Opel den Turm betrieb, erhielt er den Beinamen „Opelturm“. Der Turm wurde 1967 abgerissen.

## Hintergrund

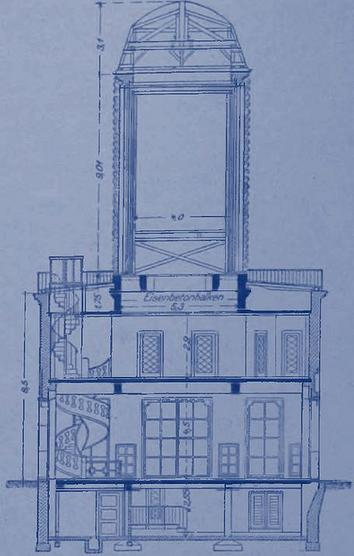
Entwurfszeichnung des Bremer Reklameturms von Heinz Stoffregen, 1925

1923 schrieb der Bremer Senat einen Architektenwettbewerb für die Errichtung eines Ausstellungsbaus am Bahnhof aus. Einer der teilnehmenden Architekten war Heinz Stoffregen, der in den Vorjahren vor allem in Delmenhorst bereits erfolgreich gewesen war. Neben Haus Coburg (1905), dem Rathaus (1909) mit dem markanten Wasserturm, und dem Finanzamtsgebäude der Stadt hatte er auch zahlreiche Wohn- und Geschäftshäuser entworfen und sich daneben einen Namen als Architekt für Industriebauten gemacht. Außerdem hatte er das Bremer Landhaus, mit dem Bremen auf der Deutschen Gewerbeschau 1922 in München repräsentiert wurde, entworfen.
Stoffregen konnte den Wettbewerb für sich entscheiden, erhielt den ersten Preis und den Auftrag zur Ausführung.
Die zu bebauende Fläche hatte die Abmessungen von 15 × 15 Metern. Stoffregen entwarf einen quadratischen Grundriss von 13 × 13 Metern für das Erdgeschoss des Gebäudes, als eigentlichen Werbeträger setzte er einen Turm auf, der ebenfalls quadratisch (6 × 6 Meter) geformt war, und dessen Spitze sich in 23 Metern Höhe über dem Boden befand. Die Fassade des Erdgeschosses wurde mit Sandsteinplatten verkleidet, darüber fand Klinker Verwendung. Als dekorative Elemente dienten spiralförmig aufsteigende Säulen aus Klinker, außerdem erhielt der Turm ein Dach.
Technisch wurden für die Zeit neue Wege beschritten. Die Deutsche Bauzeitung (DBZ) beschrieb die geplante Werbetechnik:

„In diesem Turm werden 160 Großplakate auf allen vier Seiten den Vorübergehenden dauernd abwechselnd durch mechanisch-elektrische Auslösung von morgens bis in die Nacht gezeigt. Die Plakate haben eine Ausdehnung von 4 auf 6 m. Es ist das eine ganz neue, bisher noch nirgends angewendete Art der Reklame“

Zur Tagung des Deutschen Werkbundes, die vom 20. bis zum 24. Juni 1925 in Bremen stattfand, erfolgte die Fertigstellung. Stoffregen stellte bei dieser Gelegenheit eigene Arbeiten sowie Werke der Malerin Marie Koll aus. Erster Mieter des Gebäudes war die Firma von Engel & Schwedhelm, die landwirtschaftliche Maschinen produzierte und in dem Gebäude bewarb.
In den 1930er Jahren wurde Opel dann Mieter des Werbeturms, und die Firma zeigte im Gebäude ihre Fahrzeuge. Erstmals erhielt der Turmaufbau des Gebäudes fest installierte Werbetafeln. In dieser Zeit entstand auch der landläufige Name des Gebäudes: „Opelturm“.
Das Gebäude überstand den Zweiten Weltkrieg relativ unbeschadet, obwohl das Bahnhofsviertel der Stadt in weiten Teilen zerstört worden war. Wegen des daraus resultierenden Mangels an Verkaufsflächen war das Erdgeschoss des Gebäudes bereits 1944 in drei Ladenflächen aufgeteilt worden. 1952 veränderte sich der Turm deutlich: Im Erdgeschoss entstand eine Gaststätte (Haus Helgoland), das Gebäude wurde aufgestockt und verlor seinen Turm-Charakter. 1955 wurde vom Inhaber im ersten Stockwerk ein Tanzlokal (Helgoland Ahoi) eröffnet.
1956 ließ der Bremer Autohersteller Borgward eine Weltkugel mit fünf Metern Durchmesser und einen Rundläufer von 6,5 Metern Durchmesser mit dem Schriftzug Borgward auf dem Turm installieren. Auf allen vier Seiten des Turmes befanden sich Werbeaufschriften mit dem Slogan „Borgward – bewährt auf allen Straßen“.

## Erhaltungszustand
Das Gebäude wurde 1967 im Rahmen der Umgestaltung des Bahnhofsplatzes abgerissen.